# Louis Orts
Louis Joseph Orts (Brussel, 8 maart 1786 - 7 februari 1856) was een Belgisch magistraat, advocaat en volksvertegenwoordiger.

## Biografie

### Familie
Louis Orts was een zoon van advocaat en raadsheer bij de Grote Raad van Mechelen Englebert-Pierre Orts (1743-1831) en Élisabeth Maeck (1761-1786). Hij trouwde in 1813 in Elsene met Marie-Anne Schlim (°1870). Hij was de vader van Auguste Orts, advocaat bij het Hof van Cassatie, hoogleraar aan de Université libre de Bruxelles, schepen van Brussel, voorzitter van de Kamer van volksvertegenwoordigers en minister van Staat

### Loopbaan
Orts promoveerde tot licentiaat in de rechten (1809) aan de École de droit in Brussel. Hij werd achtereenvolgens:
- griffier bij het Keizerlijk Hof in Brussel (1811-1814),
- substituut-procureur-generaal (1814-1821),
- raadsheer bij het Hoog Gerechtshof in Brussel (1821-1830),
- advocaat bij het hof van beroep in Brussel (1830-1856).

Vanaf 1840 was hij gemeenteraadslid van Brussel en van 1841 tot aan zijn dood in 1856 was hij schepen.
In 1841 werd hij verkozen tot liberaal volksvertegenwoordiger voor het arrondissement Brussel en vervulde dit mandaat tot in 1848.
Hij was verder ook nog:
- lid van de Koninklijke Genootschap Concordia te Brussel ter bevordering der Nederlandsche Taal en Letterkunde,
- lid van de vrijmetselaarsloge L'Espérance,
- lid van vrijmetselaarsloge Les Amis Philanthropes,
- armenmeester voor de parochie van de Zavel,
- vicevoorzitter van de kunstacademie in Brussel,
- stafhouder van de Brusselse balie (1850-1851).